# Lisímac d'Egipte
Lisímac d'Egipte (en grec antic: Λυσίμαχος, llatí: Lysimachus) fou un fill de Ptolemeu II Filadelf i d'Arsínoe I (filla de Lisímac de Tràcia).
Encara que va sobreviure al seu germà Ptolemeu III Evèrgetes I i al seu nebot Ptolemeu IV Filopàtor, va ser executat per ordre de Sosibi, el regent del jove Ptolemeu V Epífanes (205 aC), segurament ja a una edat força avançada, segons diu Polibi.